# Justine Lévy
Justine-Juliette Lévy, conocida como Justine Lévy, (París, 4 de septiembre de 1974) es una escritora, novelista y editora francesa.

## Biografía
Justine Lévy es la hija del primer matrimonio del filósofo y escritor Bernard-Henri Lévy con la mannequin Isabelle Doutreluigne.
Finalizó su bachillerato en el Lycée Montaigne a los dieciséis años y estudió filosofía en la universidad de La Sorbona de París. Luego trabajó durante nueve años como lectora en la editorial Calmann-Lévy y en ediciones Pauvert. Se desempeña como editora en la editorial Stock.
Lévy dijo que en su infancia se vio gravemente afectada por las disputas matrimoniales de sus padres, por sus difíciles relaciones con una madre caprichosa, pero tranquilizada por su padre que «siempre arregla todo». Ella se describe a sí misma como «adicta», adicta a las drogas psicotrópicas, anfetaminas y drogas duras, y que su padre la envió a tratamiento para la rehabilitación del consumo de drogas.
Sus novelas son altamente autobiográficas, y tanto su debut literario a los 21 años en La cita como en Mauvaise fille describe a su madre en varias etapas de la vida. En La cita el personaje de Louise, de dieciocho años, está sentada en un café esperando a su madre, mientras reflexiona sobre su relación con ella. En Mauvaise fille, Louise ve lentamente morir de cáncer a su madre adulta, mientras que al mismo tiempo está embarazada sin poder hablar de ello con la madre.
El 21 de septiembre de 1996 se casó con Raphaël Enthoven, hijo de Jean-Paul Enthoven (el mejor amigo de su padre) quien la abandonó en 2000 por la modelo y cantante, Carla Bruni (en ese momento era la novia de su padre Jean-Paul Enthoven). Raphaël Enthoven se divorcia hundiendo a Justine Lévy en un estado de aniquilación profunda de depresión y drogas de la cual emerge después de unos años. Esta experiencia es relatada en una novela cuya historia fue paralela a su propia vida. El libro fue lanzado en Francia en 2004 bajo el título Rien de grave y le valió elogios del mundo de la literatura y el éxito del público.
En 2010, fue miembro del jurado del Premio Françoise-Sagan.
Vive en París con el actor Patrick Mille, con quien tiene dos hijos: Suzanne (2004) y Lucien (2009).

## Escritura
Para su primera novela, La cita (Le Rendez-vous), Justine Lévy se ocupó de sus difíciles relaciones con su madre: mientras esperaba una cita con ella en un café, la joven recuerda los recuerdos agradables y dolorosos de su madre. Por lo tanto, toda la novela está construida en forma de flashbacks. Este libro fue lanzado en 1995 y tuvo un éxito moderado. Sin embargo, fue traducido al inglés y publicado en los Estados Unidos en 1997, en toda Europa y en Corea. Por esta obra ganó el Premio Contre-point de Literatura Francesa.
Su segunda novela Y la vida sigue (Rien de grave), publicada en 2004, relata el dolor de una joven que su esposo deja por otra. Esta historia es en realidad una autoficción. La novela fue un verdadero éxito con 110 000 copias vendidas en menos de un mes. El libro está traducido al inglés, alemán y español. Por esta obra recibió el premio literario Le Vaudeville y el Gran Premio Literario de Heroína Marie France (Grand prix de l'héroïne Marie France) en 2004.
Su tercera novela, Mauvaise fille, fue lanzada en septiembre de 2009. Justine Lévy regresa, esta vez desde el punto de vista cronológico, sobre las relaciones con su madre, y más particularmente sobre la enfermedad y la muerte de su madre. que se comparan con el embarazo y la maternidad de la joven. Fue seleccionado para el premio Goncourt 2009. Esta novela fue adaptada y llevada al cine por Patrick Mille, el compañero de Justine Lévy, en 2012. En esta película, Izïa Higelin interpreta el papel de Justine y Carole Bouquet, el de su madre.
En enero de 2015 publicó su cuarta novela, La Gaieté donde retoma de forma autoficcionada el tema de la relación madre-hija, su infancia, la maternidad propia y recupera la alegría como baluarte contra el veneno del dolor que se transmite de una generación a otra, para proteger a sus hijos.
El libro Histoire de familles, publicado a fines del 2019, permite a Lévy recrear pequeñas historias de ficción de imágenes de la colección de diapositivas de aficionados recopiladas por Lee Shulman para The Anonymous Project.

## Libros
- Le rendez-vous (1995) - La cita. Plaza & Janés (1996) ISBN 8401385474
- Rien de grave (2004) - Y la vida sigue. Ambar (2008) ISBN 9788493662707
- Mauvaise fille (2009)
- La gaieté (2014)
- Histoire de familles (2019)